# تشارلز د. دونوهيو
تشارلز د. دونوهيو (بالإنجليزية: Charles D. Donohue)‏ هو محامي وقاضي وسياسي أمريكي، ولد في 11 أكتوبر 1880، وتوفي في 5 مارس 1928. حزبياً، نشط في الحزب الديمقراطي. وقد انتخب عضو جمعية ولاية نيويورك.